# Мови з позатериторіальною монофункційністю
Мови з позатериторіальною монофункційністю — це мови, які обслуговують увесь етнос у межах держави (повноетнічні повнотериторіальні), і поширені поза своєю територією, виконуючи якусь одну функцію. Наприклад, італійська мова стала світовою мовою вокалістів і вивчається в консерваторіях усього світу. В XIX столітті широкого монофункційного розповсюдження набула французька як мова дипломатії.